# Hautefaye
Hautefaye is een gemeente in het Franse departement Dordogne (regio Nouvelle-Aquitaine) en telt 111 inwoners (2009). De plaats maakt deel uit van het arrondissement Nontron.

## Geografie
De oppervlakte van Hautefaye bedraagt 12,9 km², de bevolkingsdichtheid is dus 8,6 inwoners per km².
De onderstaande kaart toont de ligging van Hautefaye met de belangrijkste infrastructuur en aangrenzende gemeenten.

## Demografie
Onderstaande figuur toont het verloop van het inwonertal (bron: INSEE-tellingen).